# Quadrigyrus nickoli
Quadrigyrus nickoli är en hakmaskart som beskrevs av Schmidt och Hugghins 1973. Quadrigyrus nickoli ingår i släktet Quadrigyrus och familjen Quadrigyridae. Inga underarter finns listade i Catalogue of Life.